# Hutchinson, Minnesota
Hutchinson, Minnesota là một thành phố nằm ở quận McLeod thuộc tiểu bang Minnesota, Hoa Kỳ. Thành phố có diện tích 7,8 km2, dân số theo ước tính năm 2008 của Cục điều tra dân số Hoa Kỳ là 13.080 người.